# Велодром де Винсен
Велодром де Венсен (фр. Vélodrome Jacques Anquetil - La Cipale) — стадион, расположенный в Венсенском лесу, неподалёку от Парижа. Франция. Изначально был построен как велодром. Был главной спортивной ареной летних Олимпийских игр 1900 года. Во время летних Олимпийских игр 1924 года здесь проходили соревнования по велоспорту.

## История

Vélodrome Jacques-Anquetil

С 1968 по 1974 год стадион служил финальной точкой соревнований Тур де Франс, пока в 1974 году она не была перенесена на Елисейские поля.
Спортивный комплекс состоит из велотрека и поля для регби. Бетонный велодром оснащен дополнительным освещением, шестью раздевалками с душем и трибуной на 2000 мест. Длина — 500 м, ширина — 10 м, площадь — 5300 м². Поле для регби представляет собой площадь с естественным травяным покрытием оснащенное дополнительным освещением, шестью раздевалками с душевыми кабинами и трибуной на 2000 мест. Длина — 100 м, ширина — 65 м, площадь — 6500 м².
Со временем руководство стадиона обнаружило процесс деформации (проседание и трещины) покрытия 500-метровой бетонной дорожки. Это представляло собой огромную опасность для спортсменов, поскольку во время заездов велосипедисты развивают скорость около 75 км/ч. В 2012 году к реализации реконструкции была привлечена строительно- инженерная компания «Ingérop», которая специализируется на внедрении технологии, применяемых при постройки автомагистрали при ремонте взлётно-посадочных полос. Также, им принадлежит технология укладки непрерывного слоя бесшовного железобетона. Работы были успешно завершены в 2015 году. Финальная стоимость реконструкции составила 6 млн евро.